# WPP Group
WPP Group é uma empresa de publicidade e relações públicas multinacional britânica com o seu escritório de gerenciamento principal em Londres, Inglaterra, e seu escritório executivo em Dublin, na Irlanda. É a maior empresa de publicidade do mundo em receitas, e emprega cerca de 162.000 pessoas em 3.000 escritórios em 110 países. É proprietária de uma série de empresas de publicidade, relações públicas e redes de pesquisa de mercado, incluindo Grey, Burson-Marsteller, Hill & Knowlton, JWT, Ogilvy Group, TNS, Young & Rubicam e Cohn & Wolfe.
A WPP tem uma listagem primária na Bolsa de Londres e compõem o Índice FTSE 100. A companhia tem uma listagem secundária na NASDAQ.

## Histórico
A Wire and Plastic Products foi fundada em 1971 como fabricante de cesta de supermercado. Em 1985, Martin Sorrell, na intenção de construir uma empresa de serviços de marketing mundial, comprou uma participação de cerca de 30% a um custo de $676,000. Sorrell tinha sido o diretor financeiro da agência de publicidade Saatchi & Saatchi entre 1977 e 1985. A holding foi rebatizado de WPP Group e, em 1987, Sorrell tornou-se seu presidente-executivo. Em 1986, a WPP tornou-se a controladora da Picquotware, fabricante de bules e jarras, com sede em Northampton. Em novembro de 1987, um incêndio destruiu a fábrica de Northampton e a produção foi reiniciada na cidade de Burntwood, em Staffordshire. Em 25 de novembro de 2004, a WPP fechou a fábrica de Burntwood e todos os bens foram vendidos em 14 de dezembro de 2004.
Em 1987, a empresa adquiriu a J. Walter Thompson (incluindo JWT, Hill & Knowlton e MRB Group) por $566m. A companhia foi listada na NASDAQ em 1988. Em 1989, adquiriu o Grupo Ogilvy por $864m e, em 1998, formou uma aliança com a empresa Asatsu-DK Inc., do Japão. Em maio de 2000, adquiriu a Young & Rubicam, empresa de publicidade com sede nos Estados Unidos, por $5,7 bilhões, a maior aquisição no setor da publicidade na época. A aquisição feita fez da WPP a maior empresa de publicidade do mundo em faturamento e receitas, ultrapassando o Grupo Omnicom e o Interpublic.
Em 2007, a WPP digital foi criada para desenvolver as capacidades digitais do Grupo. Em outubro de 2008, a empresa adquiriu a Taylor Nelson Sofres, companhia de pesquisa de mercado, por £1,6 bilhão. Em 2009, a WPP reduziu a sua força de trabalho em cerca de 14.000 empregados, ou 12,3% de seus números, em resposta à recessão global que teve início em 2008.
Em junho de 2012, a WPP adquiriu a agência de publicidade digital AKQA por US$ 540 milhões.
Em setembro de 2014, a WPP adquiriu a agência especialista em mídia de performance Blinks (Mídia 123 Serviços de Publicidade Via Internet Ltda).
Em fevereiro de 2015, a WPP adquiriu a agência digital 3yz.
Em 2019, a Bain Capital comprou 60% da unidade de pesquisa de mercado da WPP, a Kantar, em um acordo que avalia o negócio em US$ 4 bilhões.